# كاريل تونز
كاريل تونز (مواليد 16 يناير 1906) هو ملاكم بلجيكي، مثّل بلاده في الألعاب الأولمبية الصيفية 1924.

## روابط خارجية
كاريل تونز على موقع أوليمبيديا (الإنجليزية)